# Péter Róna
Péter Róna (ur. 4 maja 1942 w Miszkolcu) – węgierski prawnik, ekonomista, menedżer i nauczyciel akademicki.

## Życiorys
W 1956 wraz z rodzicami wyemigrował do Stanów Zjednoczonych. Ukończył szkołę średnią w Waszyngtonie. W 1964 został absolwentem studiów licencjackich na wydziale historii gospodarczej Uniwersytetu Pensylwanii, a w 1966 ukończył prawo na Uniwersytecie Oksfordzkim. Pracował w kancelarii prawniczej, później jako urzędnik w Departamencie Handlu Stanów Zjednoczonych. Następnie związany z sektorem bankowym, w drugiej połowie lat 90. pełnił funkcję dyrektora generalnego jednego z banków. Po przemianach politycznych powrócił na Węgry. W 1990 współtworzył i do 2004 kierował węgierskim przedsiębiorstwem powiązanym z kompanią North American Bus Industries. Przez kilka był wykładowcą w katedrze prawa międzynarodowego Uniwersytetu Loránda Eötvösa, został też wykładowcą w Blackfriars Hall w Oksfordzie. W 2010 powołany w skład rady nadzorczej Narodowego Banku Węgier.
Współpracował z ugrupowaniem LMP, m.in. jako przewodniczący rady programowej. W 2022 sojusz partii opozycyjnych wysunął jego kandydaturę na urząd prezydenta Węgier. 10 marca 2022 otrzymał 51 głosów posłów do Zgromadzenia Narodowego, przegrywając z Katalin Novák z Fideszu.